# Abrufleistung
Die Abrufleistung ist ein Unterfall der Leistung im Zivilrecht, wobei der Gläubiger die Leistung vom Schuldner auf Abruf verlangen kann. Dies kommt grundsätzlich im Werkvertragsrecht, bei denen Bauleistungen nach der VOB vereinbart sind, vor. In § 5 Nr. 2 VOB/B ist dieser Abruf ausdrücklich geregelt. Jedoch bedeutet dies nicht, dass die Leistung auf Abruf auf unbestimmte Zeit hinausgeschoben werden kann. Das Unterlassen des Abrufs der Leistungen berechtigt daher zur Kündigung nach § 9 VOB/B.